# Felix Loch
Felix Loch (* 24. července 1989 Sonneberg, NDR) je německý sáňkař, trojnásobný olympijský vítěz, dvanáctinásobný mistr světa a šestinásobný mistr Evropy.
Na olympijských hrách vybojoval zlato v individuálním závodě v roce 2010 ve Vancouveru a v individuálním závodě a závodě smíšených družstev v roce 2014 v Soči. Je mistrem světa v individuálním závodě a smíšených týmech z let 2008, 2009, 2012, 2013 a 2016. V tomto roce ovládl i do programu premiérově zařazenou disciplínu sprint. Z mistrovství světa má ještě zlato z týmové soutěže 2015 a stříbro z individuálního závodu 2011 a 2015. Z mistrovství Evropy má zlato z individuálního závodu 2013 a 2016, s týmem z let 2013, 2015 a 2016 a bronz z individuálního závodu 2012 a 2015.